# Jacquardvävstol
Jacquardvävstolar, uppkallade efter uppfinnaren Joseph-Marie Jacquard , är som regel mekaniskt styrda och skötta, men även manuella jacquardvävstolar existerar. I och med mekaniseringen av produktionen gjorde också männen sitt intåg i den vävande världen. Jacquardvävstolarna, framför allt de halvmanuella, fordrade styrka i benen att arbeta med.
När vävstolen patenterades 1805 möttes den av hårt motstånd från väveriarbetare, men redan 1812 fanns 11 000 vävstolar i bruk i Frankrike där den uppfanns. Staden Lyon var vid den tiden sidenväveriets medelpunkt i Europa.
Främsta skillnaden mot den traditionella vävstolen är att varje enskild varptråd kan styras oberoende av de andra. Upp till 1792 varptrådar kan på så sätt styras helt separat från övriga trådars rörelser upp och ned.
Elektroniskt styrda jacquardmaskiner kan styra upp till 10 000 trådar oberoende av varandra.
KA Almgrens sidenväveri startade 1833 i Stockholm, en av de första väverier i Sverige som började använda den nya tekniken. 

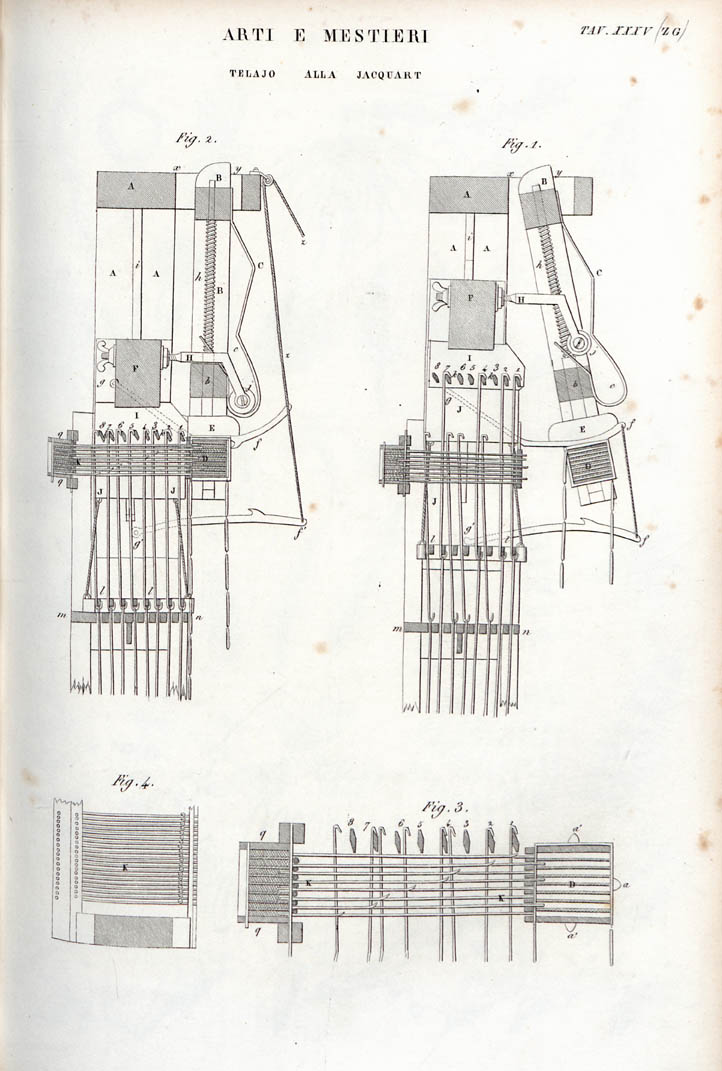
Jacquardvävstol, 1849

|  |  |  |  |